# Elin Härkönen
Elin Härkönen, född den 26 juni 1994, är en svensk träningsprofil, coach och bloggare.

## Biografi
Elin Härkönen har tagit såväl SM- som NM-guld i den individuella klassen som junior i Voltige. 2021 medverkade hon i första säsongen av TV4-programmet Elitstyrkans hemligheter, men tvingades lämna programmet efter att hon skadat sig. 2022 medverkade hon i TV-programmet Herre på täppan. 2024 medverkade hon i  TV4-programmet The Challenge Sverige, och samma år medverkade hon i tredje säsongen av Kompani Svan  som Elin vann tillsammans med Jens Byggmark.